# Diyu
Cette page contient des caractères spéciaux ou non latins. S’ils s’affichent mal (▯, ?, etc.), consultez la page d’aide Unicode.

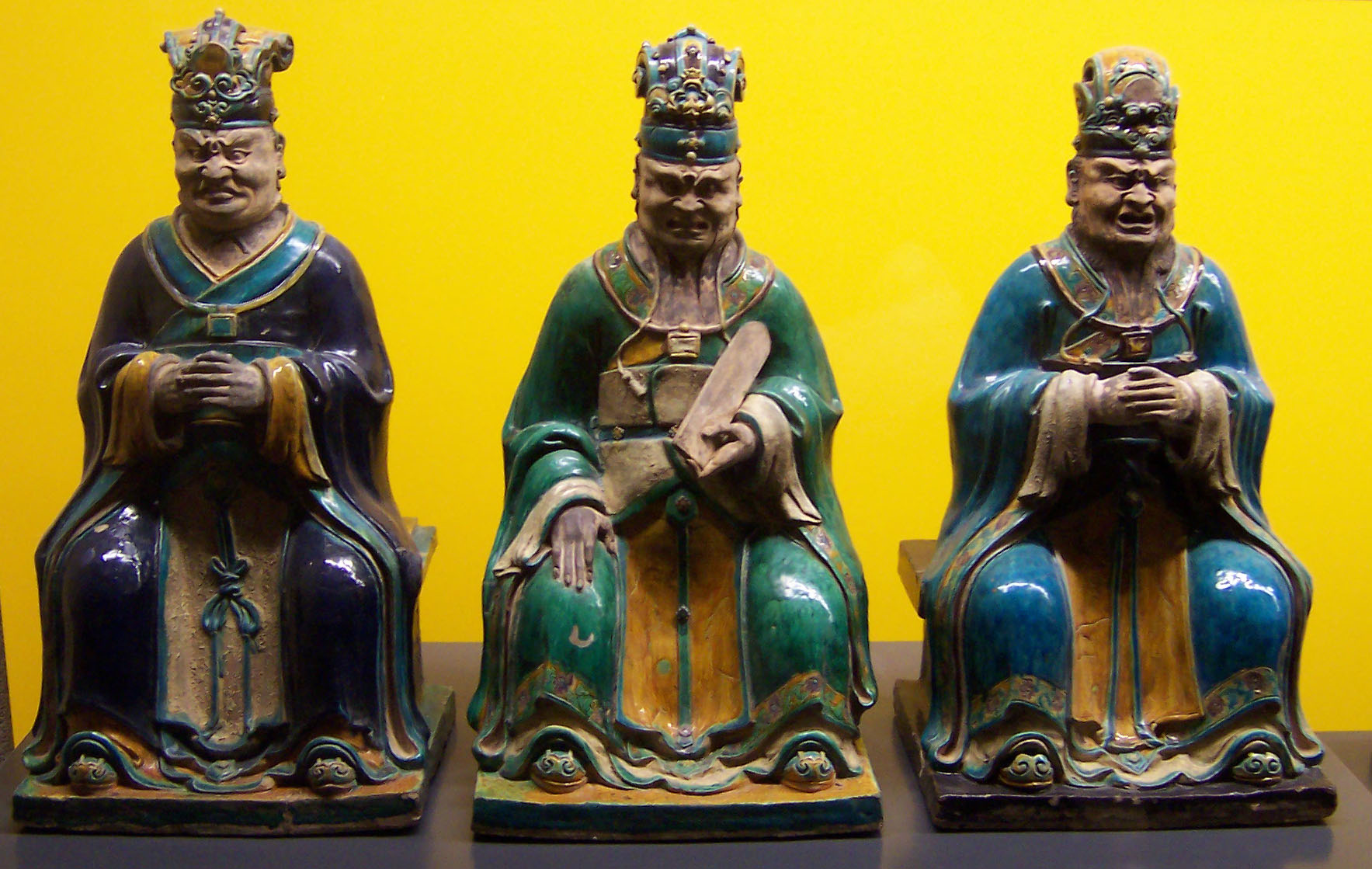
Figurines de terre cuite représentant trois des dix juges Yama.

Diyu ou Di Yu (chinois traditionnel : 地獄 ; chinois simplifié : 地狱 ; hanyu pinyin : Dìyù ; Wade-Giles : Ti-yü ; japonais : 地獄 ; Jigoku, littéralement « Prison sous terre ») est le royaume des morts ou l'enfer dans la mythologie chinoise. Basé sur le concept bouddhiste de Naraka combiné aux croyances traditionnelles chinoises concernant l'au-delà, le concept de Di Yu incorpore des idées taoïstes, bouddhistes et issues de la religion populaire. C'est un lieu de purgatoire où les âmes sont purifiées en vue de leur réincarnation. Beaucoup de déités, dont les noms et les fonctions varient selon les traditions, y sont liées.
Di Yu est dirigé par Yanluowang, le roi de l'Enfer. Il s'agit d'un gigantesque labyrinthe composé de nombreux niveaux souterrains et de chambres où les âmes sont emmenées pour se faire pardonner leurs péchés sur Terre. Le nombre exact de niveaux, et donc le nombre de déités qui y sont associées, diffère selon la perception bouddhiste ou taoïste. Selon quelques légendes chinoises, il y aurait dix-huit niveaux. Certains parlent de trois à quatre « cours », d'autres d'une dizaine, présidées par dix juges connus comme « rois Yanluo » (qui correspondent au dieu de la Mort hindou, appelé Yama). Chacun traite dans sa cour d'un aspect différent d'expiation. Ainsi, une cour traite seulement du meurtre, une autre uniquement de l'adultère. Les punitions varient selon les traditions : les âmes (ou « fantômes ») fautives sont sciées en deux, décapitées, jetées dans des puits à ordures ou forcées de grimper à des arbres hérissés d'épines, par exemple.
La plupart des légendes s'accordent pour dire qu'une fois qu'une âme a expié ses fautes, une vieille femme appelée Meng Po (chinois traditionnel : 夢婆, chinois simplifié : 孟婆) lui fait boire la potion d'oubli (迷魂湯, ou 迷魂汤) avant de la renvoyer sur Terre pour qu'elle y renaisse.

## Les dix-huit niveaux de Di Yu

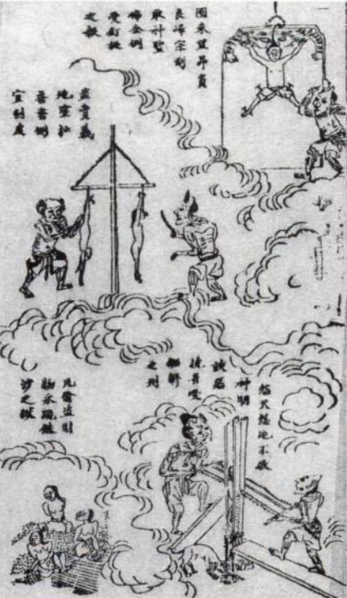
Tortures de damnés dans diverses chambres.

Dans les mythologies bouddhiste et taoïste, Di Yu se compose de dix cours, chacune dirigée par un des dix juges de Yama et de dix-huit niveaux où les malfaiteurs sont punis.
Quelques légendes font même état de dix-huit sous-enfers, voire de dix-huit enfers différents, chacun pour un type de punition. Selon certaines légendes, il y aurait plusieurs types de punition par niveau.
Le concept des « dix-huit niveaux » a commencé lors de la dynastie Tang. Un texte (sans doute bouddhiste) faisait alors état de cent trente-quatre mondes de l'enfer, mais a été simplifié à dix-huit niveaux pour plus de convenance.
Voici le nom des différents niveaux de Di Yu :
1. Chambre du vent et du tonnerre : les assassins et criminels (hormis les avares) y sont envoyés pour être punis.
2. Chambre du meulage : les avares qui ne donnent rien aux autres sont réduits en poudre dans cette chambre.
3. Chambre des flammes : pilleurs, voleurs et tricheurs y sont envoyés pour être brûlés.
4. Chambre de la glace : les enfants qui maltraitent leurs parents y sont placés pour être gelés.
5. Chambre des chaudrons d'huile : les violeurs, adultères et libertins sont frits dans l'huile, une fois envoyés dans cette chambre.
6. Chambre du démembrement par sciage : les ravisseurs et les hommes ayant contraint des femmes saines à se prostituer sont sciés dans cette chambre.
7. Chambre du démembrement par chariot : les corrupteurs et les seigneurs qui ont opprimé et exploité leur peuple sont attachés à un chariot pour être démembrés.
8. Chambre de la montagne de couteaux : les marchands qui font en sorte de gagner plus que ce qu'ils mériteraient en travaillant honnêtement, en montant les prix sans raison ou en mentant sur la qualité des marchandises, sont condamnés à gravir une montagne hérissée de couteaux et à y répandre tout leur sang.
9. Chambre de l'arrachement de la langue : ceux qui causent du mal avec leur langue (médisants, menteurs…) se la voient tout simplement coupée dans cette chambre.
10. Chambre du broyage : les meurtriers de sang-froid sont broyés dans cette chambre.
11. Chambre de la division du torse : les ingrats voient leur torse séparé en deux dans cette chambre.
12. Chambre des balances : les escrocs qui oppriment les innocents ou trichent sur la qualité des marchandises et les filles qui maltraitent leurs semblables sont condamnés à être pendus à l'envers par des crochets perçant leur corps.
13. Chambre de l'œil : les gens qui espionnent leurs voisins et regardent là où ils ne devraient pas se font arracher les yeux, qui sont jetés dans cette chambre.
14. Chambre du cœur : les sans-cœur se voient retirer le leur en creusant dans leur poitrine.
15. Chambre de l'éventrement : les espions, les hypocrites et les pilleurs de tombeaux sont éventrés dans cette chambre.
16. Chambre du sang : les blasphémateurs qui ne montrent aucun respect envers les dieux sont pelés jusqu'au sang dans cette chambre.
17. Chambre des larves : les escrocs qui corrompent la loi pour tricher sont jetés dans cette chambre pour être dévorés vivants par des larves.
18. Chambre d'Avīci : les escrocs ayant commis des crimes honteux, appauvri le peuple et trahi les règles sont placés sur une plateforme au-dessus d'Avīci (le plus bas « royaume » de Di Yu). Les malchanceux tombent de la plateforme et brûlent dans l'Avīci et les chanceux restent sur la plateforme. Ces esprits ne seront jamais réincarnés.

## Noms alternatifs en chinois
Voici plusieurs noms alternatifs de l'Enfer chinois. Les plus communs sont situés au-dessus :
- 地獄, dìyù : la prison infernale
- 地府, dìfŭ : le manoir infernal
- 黃泉, huángquán : le séjour jaune (sens d'origine de quan : source de vie et mort, probablement une référence avec le fleuve Jaune)
- 陰間, yīnjiān : l'espace ombreux (yin, « ombreux », caractérise la nature des fantômes)
- 陰府, yīnfŭ : le manoir ombreux
- 陰司, yīnsī : le bureau ombreux
- 森羅殿, sēnluódiàn : la cour de Sinluo (ou de Shēnluó)
- 閻羅殿, yánluódiàn : la cour de Yanluo (ou de Yánluó)
- 九泉, jiŭquán : les neuf séjours (ou neuf sources)
- 重泉, chóngquán : les séjours superposés (ou sources superposées)
- 泉路, quánlù : la route du séjour (ou route des sources)
- 幽冥, yūmíng : l'obscurité sereine
- 幽壤, yūrăng : la terre sereine
- 火炕, huŏkàng : le puits du feu
- 九幽, jiŭyū : les neuf sérénités
- 九原, jiŭyuán : les neuf origines
- 冥府, míngfŭ : le manoir obscur
- 阿鼻, ābí (hanyu pinyin) : terme bouddhiste tiré du sanskrit Avīci, l'enfer de la torture, de la profondeur de huit enfers chauds
- 足跟, zúgēn le talon du pied, signifie également l'Enfer
- 丰都城 / 酆都城, Fēngdū chéng, « cité de Fengdu » ou « capitale de l'abondance », à l'origine lieu souterrain habité par des dieux selon le taoïsme shangqing, et non lieu de torture. On la situe depuis les Song sous le mont Mingshan (冥山), « mont des Enfers », au nord-est du comté de Fengdu (丰都县 / 酆都縣), près des Trois Gorges, à l'est du Sichuan[1]. On y trouve au XXIe siècle un village-fantôme touristique sur la route des croisières sur le Chang Jiang[2].

Et quelques terminologies liées à l'enfer :
- 奈何橋 : le pont de l'abandon
- 望鄉臺 : le pavillon à la maison de vue
- 油鍋 : le wok à la friture, une des tortures de l'enfer
- 三塗 : les trois tortures. Brûlé par le feu (火塗), découpé par un couteau (刀塗), déchiré par des bêtes (血塗, littéralement, « torture du sang »).